# Lista över fornlämningar i Gotlands kommun (Follingbo)
Lista över fornlämningar i Gotlands kommun (Follingbo) är en förteckning av ett urval av de fornlämningar som finns i Follingbo socken i Gotlands kommun.
| Namn                      | Lämningstyp                      | Tillkomsttid | Historisk indelning | Plats | Läge                 | ID-nr          | Bild                                      |
| ------------------------- | -------------------------------- | ------------ | ------------------- | ----- | -------------------- | -------------- | ----------------------------------------- |
| Follingbo 1:1             | Husgrund, förhistorisk/medeltida |              | Follingbo, Gotland  |       | 57.573564, 18.420895 | 10091800010001 | Ladda upp en bild av detta fornminne      |
| Follingbo 1:2             | Husgrund, förhistorisk/medeltida |              | Follingbo, Gotland  |       | 57.573116, 18.421562 | 10091800010002 | Ladda upp en bild av detta fornminne      |
| Follingbo 2:1             | Husgrund, förhistorisk/medeltida |              | Follingbo, Gotland  |       | 57.582268, 18.416064 | 10091800020001 | Ladda upp en bild av detta fornminne      |
| Follingbo 3:1             | Husgrund, förhistorisk/medeltida |              | Follingbo, Gotland  |       | 57.585814, 18.414521 | 10091800030001 | Ladda upp en bild av detta fornminne      |
| Follingbo 3:2             | Husgrund, förhistorisk/medeltida |              | Follingbo, Gotland  |       | 57.585879, 18.413984 | 10091800030002 | Ladda upp en bild av detta fornminne      |
| Follingbo 4:1             | Hällristning                     |              | Follingbo, Gotland  |       | 57.587459, 18.434413 | 11100000000572 | Ladda upp en bild av detta fornminne      |
| Follingbo 5:1             | Hällristning                     |              | Follingbo, Gotland  |       | 57.585842, 18.432826 | 11100000000573 | Ladda upp en bild av detta fornminne      |
| Follingbo 6:1             | Stensättning                     |              | Follingbo, Gotland  |       | 57.597904, 18.375219 | 10091800060001 | Ladda upp en bild av detta fornminne      |
| Follingbo 6:2             | Stensättning                     |              | Follingbo, Gotland  |       | 57.597828, 18.375464 | 10091800060002 | Ladda upp en bild av detta fornminne      |
| Follingbo 7:1             | Stenkammargrav                   |              | Follingbo, Gotland  |       | 57.599327, 18.388464 | 10091800070001 | Ladda upp en bild av detta fornminne      |
| Follingbo 8:1             | Stensättning                     |              | Follingbo, Gotland  |       | 57.606947, 18.391453 | 10091800080001 | Ladda upp en bild av detta fornminne      |
| Follingbo 9:1             | Husgrund, förhistorisk/medeltida |              | Follingbo, Gotland  |       | 57.594726, 18.393508 | 10091800090001 | Ladda upp en bild av detta fornminne      |
| Follingbo 9:2             | Husgrund, förhistorisk/medeltida |              | Follingbo, Gotland  |       | 57.594523, 18.392995 | 10091800090002 | Ladda upp en bild av detta fornminne      |
| Follingbo 11:1            | Husgrund, förhistorisk/medeltida |              | Follingbo, Gotland  |       | 57.568305, 18.386676 | 11000000000773 | Ladda upp en bild av detta fornminne      |
| Follingbo 12:1            | Gravfält                         |              | Follingbo, Gotland  |       | 57.575515, 18.370335 | 10091800120001 | Ladda upp en bild av detta fornminne      |
| Follingbo 13:1            | Gravfält                         |              | Follingbo, Gotland  |       | 57.578066, 18.368366 | 10091800130001 | Ladda upp en bild av detta fornminne      |
| Follingbo 14:1            | Stensättning                     |              | Follingbo, Gotland  |       | 57.575444, 18.352353 | 10091800140001 | Ladda upp en bild av detta fornminne      |
| Follingbo 14:2            | Stensättning                     |              | Follingbo, Gotland  |       | 57.575363, 18.352335 | 10091800140002 | Ladda upp en bild av detta fornminne      |
| Follingbo 15:1            | Gravfält                         |              | Follingbo, Gotland  |       | 57.585361, 18.323845 | 10091800150001 | Ladda upp en bild av detta fornminne      |
| Follingbo 16:1            | Husgrund, förhistorisk/medeltida |              | Follingbo, Gotland  |       | 57.588918, 18.316415 | 10091800160001 | Ladda upp en bild av detta fornminne      |
| Follingbo 17:1            | Gravfält                         |              | Follingbo, Gotland  |       | 57.591066, 18.323117 | 10091800170001 | Ladda upp en bild av detta fornminne      |
| Follingbo 18:1            | Gravfält                         |              | Follingbo, Gotland  |       | 57.592465, 18.336609 | 10091800180001 | Ladda upp en bild av detta fornminne      |
| Follingbo 19:1            | Stensättning                     |              | Follingbo, Gotland  |       | 57.599742, 18.324612 | 10091800190001 | Ladda upp en bild av detta fornminne      |
| Follingbo 19:2            | Stensättning                     |              | Follingbo, Gotland  |       | 57.599744, 18.324473 | 10091800190002 | Ladda upp en bild av detta fornminne      |
| Follingbo 19:3            | Stensättning                     |              | Follingbo, Gotland  |       | 57.599655, 18.324565 | 10091800190003 | Ladda upp en bild av detta fornminne      |
| Follingbo 20:1            | Stensättning                     |              | Follingbo, Gotland  |       | 57.601773, 18.317519 | 10091800200001 | Ladda upp en bild av detta fornminne      |
| Follingbo 21:1            | Gravfält                         |              | Follingbo, Gotland  |       | 57.602390, 18.317162 | 10091800210001 | Ladda upp en till bild av detta fornminne |
| Follingbo 22:1            | Gravfält                         |              | Follingbo, Gotland  |       | 57.605172, 18.320778 | 10091800220001 | Ladda upp en till bild av detta fornminne |
| Follingbo 23:1            | Gravfält                         |              | Follingbo, Gotland  |       | 57.606900, 18.322020 | 10091800230001 | Ladda upp en till bild av detta fornminne |
| Follingbo 24:1            | Gravfält                         |              | Follingbo, Gotland  |       | 57.609176, 18.322585 | 10091800240001 | Ladda upp en bild av detta fornminne      |
| Follingbo 28:1            | Gravfält                         |              | Follingbo, Gotland  |       | 57.613375, 18.327685 | 10091800280001 | Ladda upp en till bild av detta fornminne |
| Follingbo 29:1            | Stensättning                     |              | Follingbo, Gotland  |       | 57.614609, 18.329904 | 10091800290001 | Ladda upp en bild av detta fornminne      |
| Follingbo 29:2            | Stensättning                     |              | Follingbo, Gotland  |       | 57.614674, 18.329820 | 10091800290002 | Ladda upp en bild av detta fornminne      |
| Follingbo 29:3            | Stensättning                     |              | Follingbo, Gotland  |       | 57.614525, 18.329965 | 10091800290003 | Ladda upp en bild av detta fornminne      |
| Follingbo 30:1            | Stensättning                     |              | Follingbo, Gotland  |       | 57.615480, 18.330785 | 10091800300001 | Ladda upp en bild av detta fornminne      |
| Follingbo 30:2            | Hög                              |              | Follingbo, Gotland  |       | 57.615404, 18.330602 | 10091800300002 | Ladda upp en bild av detta fornminne      |
| Follingbo 34:1            | Gravfält                         |              | Follingbo, Gotland  |       | 57.609303, 18.357028 | 10091800340001 | Ladda upp en bild av detta fornminne      |
| Follingbo 35:1            | Stensättning                     |              | Follingbo, Gotland  |       | 57.584549, 18.326064 | 10091800350001 | Ladda upp en bild av detta fornminne      |
| Follingbo 36:1            | Stensättning                     |              | Follingbo, Gotland  |       | 57.584490, 18.324217 | 10091800360001 | Ladda upp en bild av detta fornminne      |
| Follingbo 37:1            | Gravfält                         |              | Follingbo, Gotland  |       | 57.602285, 18.302903 | 10091800370001 | Ladda upp en till bild av detta fornminne |
| Follingbo 39:1            | Gravfält                         |              | Follingbo, Gotland  |       | 57.600666, 18.301126 | 10091800390001 | Ladda upp en till bild av detta fornminne |
| Follingbo 42:1            | Gravfält                         |              | Follingbo, Gotland  |       | 57.561820, 18.389648 | 10091800420001 | Ladda upp en bild av detta fornminne      |
| Follingbo 55:1            | Röse                             |              | Follingbo, Gotland  |       | 57.580762, 18.337848 | 10091800550001 | Ladda upp en till bild av detta fornminne |
| Follingbo 55:2            | Stensättning                     |              | Follingbo, Gotland  |       | 57.580901, 18.337949 | 10091800550002 | Ladda upp en bild av detta fornminne      |
| Follingbo 55:3            | Stensättning                     |              | Follingbo, Gotland  |       | 57.580976, 18.338302 | 10091800550003 | Ladda upp en till bild av detta fornminne |
| Follingbo 56:1            | Stensättning                     |              | Follingbo, Gotland  |       | 57.574504, 18.352743 | 10091800560001 | Ladda upp en bild av detta fornminne      |
| Follingbo 56:2            | Stensättning                     |              | Follingbo, Gotland  |       | 57.574399, 18.353006 | 10091800560002 | Ladda upp en bild av detta fornminne      |
| Korsflis (Follingbo 57:1) | Runristning                      |              | Follingbo, Gotland  |       | 57.581421, 18.338657 | 10091800570001 | Ladda upp en till bild av detta fornminne |
| Follingbo 58:1            | Stensättning                     |              | Follingbo, Gotland  |       | 57.602100, 18.318066 | 10091800580001 | Ladda upp en bild av detta fornminne      |
| Follingbo 58:2            | Stensättning                     |              | Follingbo, Gotland  |       | 57.602255, 18.318055 | 10091800580002 | Ladda upp en bild av detta fornminne      |
| Follingbo 61:1            | Stensättning                     |              | Follingbo, Gotland  |       | 57.612774, 18.326821 | 10091800610001 | Ladda upp en bild av detta fornminne      |
| Follingbo 64:1            | Stensättning                     |              | Follingbo, Gotland  |       | 57.582064, 18.351286 | 10091800640001 | Ladda upp en bild av detta fornminne      |
| Follingbo 64:2            | Stensättning                     |              | Follingbo, Gotland  |       | 57.582051, 18.351390 | 10091800640002 | Ladda upp en bild av detta fornminne      |
| Follingbo 68:1            | Stensättning                     |              | Follingbo, Gotland  |       | 57.607205, 18.360517 | 10091800680001 | Ladda upp en bild av detta fornminne      |
| Follingbo 71:1            | Stensättning                     |              | Follingbo, Gotland  |       | 57.616053, 18.332604 | 10091800710001 | Ladda upp en bild av detta fornminne      |
| Follingbo 72:1            | Stensättning                     |              | Follingbo, Gotland  |       | 57.614061, 18.332821 | 10091800720001 | Ladda upp en till bild av detta fornminne |
| Follingbo 73:2            | Stensättning                     |              | Follingbo, Gotland  |       | 57.613808, 18.328381 | 10091800730002 | Ladda upp en bild av detta fornminne      |
| Follingbo 75:1            | Stensättning                     |              | Follingbo, Gotland  |       | 57.623165, 18.341666 | 10091800750001 | Ladda upp en bild av detta fornminne      |
| Follingbo 76:1            | Stensättning                     |              | Follingbo, Gotland  |       | 57.622734, 18.341439 | 10091800760001 | Ladda upp en bild av detta fornminne      |
| Follingbo 78:1            | Gravfält                         |              | Follingbo, Gotland  |       | 57.611658, 18.382915 | 10091800780001 | Ladda upp en bild av detta fornminne      |
| Follingbo 80:1            | Hällristning                     |              | Follingbo, Gotland  |       | 57.577094, 18.378086 | 11100000000590 | Ladda upp en bild av detta fornminne      |
| Follingbo 81:1            | Stensättning                     |              | Follingbo, Gotland  |       | 57.611056, 18.326807 | 10091800810001 | Ladda upp en bild av detta fornminne      |
| Follingbo 85:1            | Begravningsplats                 |              | Follingbo, Gotland  |       | 57.592873, 18.375422 | 10091800850001 | Ladda upp en bild av detta fornminne      |
| Träkumla 6:1              | Röse                             |              | Follingbo, Gotland  |       | 57.581817, 18.327133 | 10097100060001 | Ladda upp en bild av detta fornminne      |
| Träkumla 7:1              | Gravfält                         |              | Follingbo, Gotland  |       | 57.581095, 18.326655 | 10097100070001 | Ladda upp en bild av detta fornminne      |